# Riochazaur
Riochazaur (Riojasaurus) – dinozaur z grupy zauropodomorfów.
Żył w okresie późnego triasu (ok. 217-204 mln lat temu) na terenach Ameryki Południowej. Długość ciała do 11 m. Jego szczątki znaleziono w Argentynie (prowincja La Rioja).
Jego nazwa oznacza "jaszczur z La Rioja".

## Charakterystyka
Duży roślinożerca o masywnym ciele. Wielkością zbliżony do pierwszych zauropodów. Roślinożerny, podobnie jak większość prozauropodów i wszystkie zauropody. Miał dłuższe "ręce" i stopy (w stosunku do rozmiarów ciała) niż zauropody. Dodatkowo miały one więcej palców i były zakończone pazurami. Dzięki długiej oraz giętkiej szyi mógł sięgać wysoko rosnących liści drzew. Riochazaur był jednym z pierwszych dinozaurów o pustych kościach szyi. Dzięki temu bez problemu mógł unosić ją do góry. W przeciwieństwie do bazalnych zauropodomorfów, riochazaur nie mógł stawać na tylnych nogach, gdyż przeszkadzała mu w tym duża masa ciała.

## Klasyfikacja
Według analizy kladystycznej Galtona i Upchurcha (2004) Riojasaurus był blisko spokrewniony z rodzajami Melanorosaurus, Camelotia i Lessemsaurus, razem z którymi tworzył rodzinę Melanorosauridae w obrębie kladu Anchisauria. Inne analizy kladystyczne sugerują jednak, że Riojasaurus nie był bliżej spokrewniony z innymi rodzajami zaliczonymi przez Galtona i Upchurcha do rodziny Melanorosauridae, być może z wyjątkiem rodzaju Lessemsaurus. Pozycja filogenetyczna riochazaura w obrębie zauropodomorfów nie jest pewna; niektóre analizy kladystyczne sugerują, że był on bliżej spokrewniony z plateozaurem niż z zauropodami i tym samym należał do prozauropodów, natomiast z innych analiz wynika, że był on bliżej spokrewniony z zauropodami niż z plateozaurem. Z analizy kladystycznej Yatesa (2007) wynika, że riochazaur był siostrzany do afrykańskiego rodzaju Eucnemesaurus, razem z którym tworzył rodzinę Riojasauridae.